# Пашин (Польща)
Пашин (пол. Paszyn) — село в Польщі, у гміні Хелмець Новосондецького повіту Малопольського воєводства.
Населення — 2173 особи (2011), 2400 осіб (2017).

## Демографія
Демографічна структура станом на 31 березня 2011 року:
|          | Загалом | Допрацездатний вік | Працездатний вік | Постпрацездатний вік |
| -------- | ------- | ------------------ | ---------------- | -------------------- |
| Чоловіки | 1095    | 276                | 739              | 80                   |
| Жінки    | 1078    | 250                | 652              | 176                  |
| Разом    | 2173    | 526                | 1391             | 256                  |